# 克魯姆冰川 (帕爾默地)
克魯姆冰川（英語：Croom Glacier），是南極洲的冰川，位於帕爾默地東岸，最終在莫伊角和休斯山麓冰川之間注入史密斯灣，在1974年由美國地質調查局繪入地圖，現時由南極條約體系管理。